# Stay by my side
〈Stay by my side〉(스테이 바이 마이 사이드)는 2000년 3월 15일에 발매된, 일본의 여성 가수 쿠라키 마이의 2번째 싱글이다.

## 개요
- 첫 오리콘 싱글 차트 수위를 획득하고, 전작에 이어서 이 작품도 타이업에 관계되지 않으며, 출하매수 100만장을 넘었다(쿠라키의 역대 싱글 매상장수 제3위).
- 전작에 이어서 사운드 프로듀스는 페리 게이어, 믹스는 미구엘 사 페소아가 맡았다. 커플링곡의 〈Just Like You Smile Baby〉와 전작 커플링곡의 〈This is your life〉도 본작의 후보 곡으로 제작되고 있었다.
- PV에서는 교회에서 본인이 복음 가수와 함께 부르고 있다. 촬영장소는 시나가와 교회이다.
- 표제곡은 후에 첫 출연한 2003년의 《제54회 NHK 홍백가합전》에서 쿄토의 도지에서 불렸다.

## 수록곡
1. Stay by my side (4:26)
  - 작사: 쿠라키 마이, 작곡: 오노 아이카, 편곡: Cybersound
2. Just Like You Smile Baby (4:05)
  - 작사: 쿠라키 마이, 작곡: 키타우라 마사타카, 편곡: Cybersound

A면의 후보곡으로 제작되고 있었다.
3. Love, Day After Tomorrow (Day Tripper Drum'n' Bass Mix) (4:52)
  - Toast에 의한 리믹스
4. Stay by my side (Instrumental)

## 참가 음악가
- 쿠라키 마이: 코러스
- 마이클 어프릭: 코러스
- 페리 게이어: 프로그래밍
- 그렉 호크스: 키보드
- 미구엘 사 페소아: 키보드

## 수록 음반
- delicious way(#1)
- Wish You The Best(#1)
- ALL MY BEST(#1)
- MAI KURAKI BEST 151A -LOVE & HOPE-(#1)